# 恰哈乡
恰哈乡，是中华人民共和国新疆维吾尔自治区和田地區策勒县下辖的一个乡镇级行政单位。

## 行政区划
恰哈乡下辖以下地区：
却如什村、兰贵村、色日克羌村、恰哈村、克希村、克孜库迪盖村、都维力克村、安迪尔村、安巴村、干吉萨依村、康托喀依村、阿希村、玉如克塔什村、阿萨村、恩尼里克村、克孜勒尧勒村、介格塔勒村、乌库村、喀拉塔什村和台推村。